# Bhor
Bhor (Marathi: भोर, Bhor) ist ein Ort im indischen Bundesstaat Maharashtra. Er hat etwa 18.000 Einwohner und liegt im Verwaltungsdistrikt Pune. Der Ort war Hauptstadt des Fürstenstaates Bhor.

## Persönlichkeiten
- Mohan Mahadeo Agashe (* 1947), indischer Schauspieler und Psychiater